# Spiskie Czuby
Spiskie Czuby (słow. Mačacie zuby) – odcinek południowo-zachodniej grani Spiskiej Grzędy w słowackiej części Tatr Wysokich. Składa się z kilku zębów tworzących niemal poziomą grań pomiędzy dwoma Spiskimi Turniczkami. Od Zadniej Spiskiej Turniczki na północnym wschodzie Spiskie Czuby oddzielone są Pośrednią Spiską Przełączką, natomiast od strony południowo-zachodniej graniczą ze Skrajną Spiską Turniczką, przed którą znajduje się głębsza Spiska Przełączka.
Grań jest wyłączona z ruchu turystycznego. Jej północno-zachodnie stoki opadają do górnej części Baraniego Ogrodu w Dolinie Pięciu Stawów Spiskich, natomiast południowo-wschodnie – do Pośredniego Spiskiego Kotła. Droga dla taterników prowadząca ze Spiskiej Przełączki przez Spiskie Czuby na Zadnią Spiską Turniczkę jest nieco trudna (I w skali tatrzańskiej).